# Монтенеродомо
Монтенеродомо (итал. Montenerodomo) — коммуна в Италии, расположена в регионе Абруццо, подчиняется административному центру Кьети.
Население составляет 935 человек (на 2001 г.), плотность населения составляет 32 чел./км². Занимает площадь 29 км². Почтовый индекс — 66010. Телефонный код — 0872.
Покровителем населённого пункта считается San Fedele.